# Жеребківська сільська рада (Підволочиський район)
Жеребківська сільська́ ра́да — адміністративно-територіальна одиниця та орган місцевого самоврядування в Підволочиському районі Тернопільської області. Адміністративний центр — село Жеребки.

## Загальні відомості
- Територія ради: 2,858 км²
- Населення ради: 686 осіб (станом на 2001 рік)

## Населені пункти
Сільській раді були підпорядковані населені пункти:
- с. Жеребки

## Склад ради
Рада складалася з 16 депутатів та голови.
- Голова ради: Дідух Анатолій Маркіянович
- Секретар ради: Шевчук Наталія Миколаївна

### Керівний склад попередніх скликань
| Прізвище, ім'я, по батькові | Основні відомості                                                       | Дата обрання | Дата звільнення |
| --------------------------- | ----------------------------------------------------------------------- | ------------ | --------------- |
| Мудрий Петро Миколайович    | Сільський голова, 1961 року народження, член Партії «Реформи і порядок» | 26.03.2006   | 31.10.2010      |
| Дідух Анатолій Маркіянович  | Сільський голова, 1958 року народження, безпартійний                    | 15.05.2011   |                 |

Примітка: таблиця складена за даними сайту Верховної Ради України

### Депутати
За результатами місцевих виборів 2010 року депутатами ради стали:

#### За суб'єктами висування
| Суб'єкт висування | Кількість обраних депутатів | %   |
| ----------------- | --------------------------- | --- |
| Самовисування     | 16                          | 100 |

#### За округами
| № округу | Прізвище, ім'я, по батькові    | Дата визнання обраним | Освіта             | Партійна приналежність | Відомості про обраного депутата                       |
| -------- | ------------------------------ | --------------------- | ------------------ | ---------------------- | ----------------------------------------------------- |
| 1        | Локшин Андрій Ількович         | 01.11.2010            | середня спеціальна | позапартійний          | тимчасово не працює                                   |
| 2        | Герасимюк Андрій Ростиславович | 01.11.2010            | середня спеціальна | позапартійний          | тимчасово не працює                                   |
| 3        | Слободян Павло Михайлович      | 16.05.2011            | незакінчена вища   | позапартійний          | Тернопільський педагогічний університет, студент      |
| 4        | Тетюк Марія Маркіянівна        | 01.11.2010            | середня спеціальна | позапартійна           | фельдшерсько-акушерський пункт с. Жеребки, зав. ФАПом |
| 5        | Шевчук Наталія Миколаївна      | 01.11.2010            | вища               | позапартійна           | Сільська рада, секретар                               |
| 6        | Галай Василь Любомирович       | 01.11.2010            | середня спеціальна | позапартійний          | тимчасово не працює                                   |
| 7        | Перчик Роман Василювич         | 01.11.2010            | середня спеціальна | позапартійний          | тимчасово не працює                                   |
| 8        | Поліщук Юрій Богданович        | 01.11.2010            | середня спеціальна | позапартійний          | ТРЦ Подоляни, інструктор                              |
| 9        | Мороз Володимир Романович      | 01.11.2010            | незакінчена вища   | позапартійний          | ТНЕУ, студент                                         |
| 10       | Колодій Ігор Іванович          | 01.11.2010            | середня спеціальна | позапартійний          | тимчасово не працює                                   |
| 11       | Бих Тарас Олегович             | 01.11.2010            | вища               | позапартійний          | Тернофарм                                             |
| 12       | Дідух Олег Анатолійович        | 01.11.2010            | середня спеціальна | позапартійний          | Тернопіль Приватбанк, інкасатор                       |
| 13       | Стадник Віктор Вікторович      | 01.11.2010            | вища               | позапартійний          | приватний підприємець                                 |
| 14       | Мельник Богдан Богданович      | 01.11.2010            | середня спеціальна | позапартійний          | приватний підприємець                                 |
| 15       | Юрківський Андрій Львович      | 01.11.2010            | середня спеціальна | позапартійний          | тимчасово не працює                                   |
| 16       | Партика Наталія Каролівна      | 01.11.2010            | середня спеціальна | позапартійна           | тимчасово не працює                                   |